# Synchronistic Wanderings (álbum)
Synchronistic Wanderings es un álbum de compilación de la cantante norteamericana de rock Pat Benatar. Dividido en tres discos, en ella se recopila su carrera desde 1979 a 1999 - veinte años. Se incluyen contribuciones, lados b, tomas de estudio, canciones sin lanzar, y otras rarezas, así como sencillos bien conocidos, consta de cincuenta y tres canciones en total. En el libro se narra su carrera, discutiendo sus altas y bajas y dando comentarios adicionales en la mayoría de las canciones de Pat Benatar y su esposo Neil Giraldo.
Aunque las canciones sin lanzar son un cover de la canción "Crying" de Roy Orbison, un demo de "Love Is a Battlefield", una versión en vivo de "I Need a Lover", la parte 1 de "Rise" (del álbum de 1993 Gravity's Rainbow), una versión en vivo de "Run Between the Raindrops" (del álbum Seven the Hard Way), y una mezcla de "Every Time I Fall Back".

## Lista de canciones

### Disco 1
1. "Heartbreaker"
2. "We Live For Love"
3. "My Clone Sleeps Alone"
4. "I Need a Lover" (en vivo)
5. "In the Heat of the Night"
6. "You Better Run"
7. "Hit Me with Your Best Shot"
8. "Treat Me Right"
9. "Wuthering Heights"
10. "Hell is for Children"
11. "Fire and Ice"
12. "Promises in the Dark"
13. "Precious Time"
14. "Shadows of the Night"
15. "Little Too Late"
16. "Looking for a Stranger"
17. "Anxiety (Get Nervous)"
18. "Love Is a Battlefield" (versión demo)

### Disco 2
1. "Love Is a Battlefield"
2. "Ooh Ooh Song"
3. "We Belong"
4. "Painted Desert"
5. "Outlaw Blues"
6. "Invincible" (Tema de la película La leyenda de Billie Jean)
7. "Sex as a Weapon"
8. "Le Bel Age"
9. "New Dream Islands" (sesión toma descartada)
10. "Run Between the Raindrops" (en vivo)
11. "One Love (Song of the Lion)"
12. "True Hearts" (sesión toma descartada)
13. "Let's Stay Together"
14. "All Fired Up"
15. "Shooting Star" (concierto en vivo tributo Harry Chapin)
16. "La Canción Ooh Ooh" (Ooh Ooh Song - versión en español)

### Disco 3
1. "Payin' the Cost to be the Boss"
2. "True Love"
3. "The Good Life"
4. "I Feel Lucky"
5. "Please Come Home for Christmas"
6. "Tell Me Why"
7. "Crying" (toma en sesiones)
8. "Sometimes the Good Guys Finish First" de la película The Secret of My Success)
9. "Somebody's Baby"
10. "Everybody Lay Down"
11. "Rise" (Parte 2)
12. "Rise" (Parte 1) (sesión toma descartada)
13. "Temptation"
14. "Every Time I Fall Back" (mezcla)
15. "The Effect You Have on Me" (del álbum de tributo para Édith Piaf)
16. "Rescue Me" (de la película Speed - Máxima velocidad)
17. "Strawberry Wine"
18. "I Don't Want to be Your Friend"
19. "Here's My Heart" (de la película Metrópolis (versión de 1984))